# Bulimulus habeli
Bulimulus habeli là một loài ốc nhiệt đới hô hấp trên cạn, là động vật thân mềm chân bụng có phổi thuộc phân họ Bulimulinae.
Đây là loài đặc hữu của Ecuador. Nó bị đe dọa do mất nơi sống.